# Collegio di Greenwich and Woolwich
Greenwich and Woolwich è un collegio elettorale situato nella Grande Londra, e rappresentato alla Camera dei comuni del Parlamento del Regno Unito. Elegge un membro del parlamento con il sistema first-past-the-post, ossia maggioritario a turno unico; l'attuale parlamentare è Matthew Pennycook del Partito Laburista, che rappresenta il collegio dal 2015.

## Estensione

Greenwich and Woolwich dal 2010 al 2024

- 1997–2010: i ward del borgo londinese di Greenwich di Arsenal, Blackheath, Burrage, Charlton, Ferrier, Hornfair, Kidbrooke, Nightingale, Rectory Field, St Alfege, St Mary's, Trafalgar, Vanbrugh, West e Woolwich Common.
- 2010–2024: i ward del borgo londinese di Greenwich di Blackheath Westcombe, Charlton, Glyndon, Greenwich West, Peninsula, Woolwich Common e Woolwich Riverside.
- dal 2024: i ward del borgo londinese di Greenwich di Blackheath Westcombe; Charlton Hornfair; Charlton Village and Riverside; East Greenwich; Greenwich Creekside; Greenwich Park; Greenwich Peninsula; Woolwich Arsenal; Woolwich Common; Woolwich Dockyard e piccole parti di Shooters Hill and Plumstead Common.[1]

## Membri del parlamento
| Elezione | Elezione          | Deputato       | Partito   |
| -------- | ----------------- | -------------- | --------- |
|          | 1997              | Nick Raynsford | Laburista |
| 2015     | Matthew Pennycook |                | Laburista |

## Elezioni

### Elezioni negli anni 2020
| Partito                    | Partito                                | Candidato                  | Risultati 4 luglio 2024 | Risultati 4 luglio 2024 |
| Partito                    | Partito                                | Candidato                  | Voti                    | %                       |
| -------------------------- | -------------------------------------- | -------------------------- | ----------------------- | ----------------------- |
|                            | Laburista                              | Matthew Pennycook          | 23 999                  | 56,18                   |
|                            | Verdi                                  | Stacy Smith                | 5 633                   | 13,19                   |
|                            | Conservatore                           | Jonathan Goff              | 4 863                   | 11,38                   |
|                            | Lib Dem                                | Chris Annous               | 3 865                   | 9,05                    |
|                            | Reform UK                              | Abdoul Ndiaye              | 3 305                   | 7,74                    |
|                            | Workers                                | Sheikh Raquib              | 570                     | 1,33                    |
|                            | Indipendente                           | Niko Omilana               | 311                     | 0,73                    |
|                            | Climate                                | Priyank Bakshi             | 173                     | 0,40                    |
|                            |                                        |                            |                         |                         |
| Iscritti                   | Iscritti                               | Iscritti                   | 73 573                  | 100,00                  |
| ↳ Votanti (% su iscritti)  | ↳ Votanti (% su iscritti)              | ↳ Votanti (% su iscritti)  | 42 719                  | 58,06                   |
| ↳ Astenuti (% su iscritti) | ↳ Astenuti (% su iscritti)             | ↳ Astenuti (% su iscritti) | 30 854                  | 41,94                   |
|                            |                                        |                            |                         |                         |
|                            | Esito: collegio confermato a Laburista |                            |                         |                         |

### Elezioni negli anni 2010
| Partito                    | Partito                                | Candidato                  | Risultati 12 dicembre 2019 | Risultati 12 dicembre 2019 |
| Partito                    | Partito                                | Candidato                  | Voti                       | %                          |
| -------------------------- | -------------------------------------- | -------------------------- | -------------------------- | -------------------------- |
|                            | Laburista                              | Matthew Pennycook          | 30 185                     | 56,82                      |
|                            | Conservatore                           | Thomas Turrell             | 11 721                     | 22,07                      |
|                            | Lib Dem                                | Rhian O'Connor             | 7 253                      | 13,65                      |
|                            | Verdi                                  | Victoria Rance             | 2 363                      | 4,45                       |
|                            | Brexit                                 | Kailash Trivedi            | 1 228                      | 2,31                       |
|                            | Popoli Cristiani                       | Eunice Odesanmi            | 245                        | 0,46                       |
|                            | Indipendente                           | Shushil Gaikwad            | 125                        | 0,24                       |
|                            |                                        |                            |                            |                            |
| Iscritti                   | Iscritti                               | Iscritti                   | 79 997                     | 100,00                     |
| ↳ Votanti (% su iscritti)  | ↳ Votanti (% su iscritti)              | ↳ Votanti (% su iscritti)  | 53 120                     | 66,40                      |
| ↳ Astenuti (% su iscritti) | ↳ Astenuti (% su iscritti)             | ↳ Astenuti (% su iscritti) | 26 877                     | 33,60                      |
|                            |                                        |                            |                            |                            |
|                            | Esito: collegio confermato a Laburista |                            |                            |                            |

| Partito                    | Partito                                | Candidato                  | Risultati 8 giugno 2017 | Risultati 8 giugno 2017 |
| Partito                    | Partito                                | Candidato                  | Voti                    | %                       |
| -------------------------- | -------------------------------------- | -------------------------- | ----------------------- | ----------------------- |
|                            | Laburista                              | Matthew Pennycook          | 34 215                  | 64,43                   |
|                            | Conservatore                           | Caroline Attfield          | 13 501                  | 25,42                   |
|                            | Lib Dem                                | Stephen Crosher            | 3 785                   | 7,13                    |
|                            | Verdi                                  | Daniel Garrun              | 1 605                   | 3,02                    |
|                            |                                        |                            |                         |                         |
| Iscritti                   | Iscritti                               | Iscritti                   | 77 190                  | 100,00                  |
| ↳ Votanti (% su iscritti)  | ↳ Votanti (% su iscritti)              | ↳ Votanti (% su iscritti)  | 53 107                  | 68,80                   |
| ↳ Astenuti (% su iscritti) | ↳ Astenuti (% su iscritti)             | ↳ Astenuti (% su iscritti) | 24 083                  | 31,20                   |
|                            |                                        |                            |                         |                         |
|                            | Esito: collegio confermato a Laburista |                            |                         |                         |

| Partito                    | Partito                                | Candidato                  | Risultati 7 maggio 2015 | Risultati 7 maggio 2015 |
| Partito                    | Partito                                | Candidato                  | Voti                    | %                       |
| -------------------------- | -------------------------------------- | -------------------------- | ----------------------- | ----------------------- |
|                            | Laburista                              | Matthew Pennycook          | 24 384                  | 52,20                   |
|                            | Conservatore                           | Matt Hartley               | 12 438                  | 26,62                   |
|                            | UKIP                                   | Ryan Acty                  | 3 888                   | 8,32                    |
|                            | Verdi                                  | Abbey Akinoshun            | 2 991                   | 6,40                    |
|                            | Lib Dem                                | Tom Holder                 | 2 645                   | 5,66                    |
|                            | TUSC                                   | Lynne Chamberlain          | 370                     | 0,79                    |
|                            |                                        |                            |                         |                         |
| Iscritti                   | Iscritti                               | Iscritti                   | 73 337                  | 100,00                  |
| ↳ Votanti (% su iscritti)  | ↳ Votanti (% su iscritti)              | ↳ Votanti (% su iscritti)  | 46 716                  | 63,70                   |
| ↳ Astenuti (% su iscritti) | ↳ Astenuti (% su iscritti)             | ↳ Astenuti (% su iscritti) | 26 621                  | 36,30                   |
|                            |                                        |                            |                         |                         |
|                            | Esito: collegio confermato a Laburista |                            |                         |                         |

| Partito                    | Partito                                | Candidato                  | Risultati 6 maggio 2010 | Risultati 6 maggio 2010 |
| Partito                    | Partito                                | Candidato                  | Voti                    | %                       |
| -------------------------- | -------------------------------------- | -------------------------- | ----------------------- | ----------------------- |
|                            | Laburista                              | Nick Raynsford             | 20 262                  | 49,20                   |
|                            | Conservatore                           | Spencer Drury              | 10 109                  | 24,55                   |
|                            | Lib Dem                                | Joseph Lee                 | 7 498                   | 18,21                   |
|                            | BNP                                    | Lawrence Rustem            | 1 151                   | 2,79                    |
|                            | Verdi                                  | Andy Hewett                | 1 054                   | 2,56                    |
|                            | Cristiano                              | Edward Adeyele             | 443                     | 1,08                    |
|                            | Democratici                            | Raden Wresniwiro           | 339                     | 0,82                    |
|                            | TUSC                                   | Onay Kasab                 | 267                     | 0,65                    |
|                            | —                                      | Tammy Alingham             | 61                      | 0,15                    |
|                            |                                        |                            |                         |                         |
| Iscritti                   | Iscritti                               | Iscritti                   | 65 481                  | 100,00                  |
| ↳ Votanti (% su iscritti)  | ↳ Votanti (% su iscritti)              | ↳ Votanti (% su iscritti)  | 41 188                  | 62,90                   |
| ↳ Astenuti (% su iscritti) | ↳ Astenuti (% su iscritti)             | ↳ Astenuti (% su iscritti) | 24 293                  | 37,10                   |
|                            |                                        |                            |                         |                         |
|                            | Esito: collegio confermato a Laburista |                            |                         |                         |

### Elezioni negli anni 2000
| Partito                    | Partito                                | Candidato                  | Risultati 5 maggio 2005 | Risultati 5 maggio 2005 |
| Partito                    | Partito                                | Candidato                  | Voti                    | %                       |
| -------------------------- | -------------------------------------- | -------------------------- | ----------------------- | ----------------------- |
|                            | Laburista                              | Nick Raynsford             | 17 527                  | 49,21                   |
|                            | Lib Dem                                | Christopher Le Breton      | 7 381                   | 20,72                   |
|                            | Conservatore                           | Alistair Craig             | 7 142                   | 20,05                   |
|                            | Verdi                                  | David Sharman              | 1 579                   | 4,43                    |
|                            | Democratici                            | Garry Bushell              | 1 216                   | 3,41                    |
|                            | UKIP                                   | Stan Gain                  | 709                     | 1,99                    |
|                            | Indipendente                           | Purvarani Nagalingam       | 61                      | 0,17                    |
|                            |                                        |                            |                         |                         |
| Iscritti                   | Iscritti                               | Iscritti                   | 64 055                  | 100,00                  |
| ↳ Votanti (% su iscritti)  | ↳ Votanti (% su iscritti)              | ↳ Votanti (% su iscritti)  | 35 615                  | 55,60                   |
| ↳ Astenuti (% su iscritti) | ↳ Astenuti (% su iscritti)             | ↳ Astenuti (% su iscritti) | 28 440                  | 44,40                   |
|                            |                                        |                            |                         |                         |
|                            | Esito: collegio confermato a Laburista |                            |                         |                         |

| Partito                    | Partito                                | Candidato                  | Risultati 7 giugno 2001 | Risultati 7 giugno 2001 |
| Partito                    | Partito                                | Candidato                  | Voti                    | %                       |
| -------------------------- | -------------------------------------- | -------------------------- | ----------------------- | ----------------------- |
|                            | Laburista                              | Nick Raynsford             | 19 691                  | 60,52                   |
|                            | Conservatore                           | Richard Forsdyke           | 6 258                   | 19,23                   |
|                            | Lib Dem                                | Russell Pyne               | 5 082                   | 15,62                   |
|                            | UKIP                                   | Stan Gain                  | 672                     | 2,07                    |
|                            | Alleanza Socialista                    | Kirstie Paton              | 481                     | 1,48                    |
|                            | Laburista Socialista                   | Margaret Sharkey           | 352                     | 1,08                    |
|                            |                                        |                            |                         |                         |
| Iscritti                   | Iscritti                               | Iscritti                   | 60 140                  | 100,00                  |
| ↳ Votanti (% su iscritti)  | ↳ Votanti (% su iscritti)              | ↳ Votanti (% su iscritti)  | 32 536                  | 54,10                   |
| ↳ Astenuti (% su iscritti) | ↳ Astenuti (% su iscritti)             | ↳ Astenuti (% su iscritti) | 27 604                  | 45,90                   |
|                            |                                        |                            |                         |                         |
|                            | Esito: collegio confermato a Laburista |                            |                         |                         |

## Risultati dei referendum

### Referendum sulla permanenza del Regno Unito nell'Unione europea del 2016
|             | Collegio               | Lasciare UE % | Rimanere in UE % |
| ----------- | ---------------------- | ------------- | ---------------- |
|             | Greenwich and Woolwich | 35,7%         | 64,3%            |
|             | Inghilterra            | 53,3%         | 46,7%            |
| Regno Unito | 51,9%                  | 48,1%         |                  |